# The Princess Louise Fusiliers
The Princess Louise Fusiliers sont un régiment d'infanterie de la Première réserve de l'Armée canadienne. Il est stationné au manège militaire d'Halifax en Nouvelle-Écosse. Il tire ses origines de la Milice locale créée par Sir Edward Cornwallis en 1749 durant la guerre anglo-micmac. L'unité actuelle a été officiellement créée à Halifax en 1869 à la suite de l'adoption de la Loi sur la Milice en tant que The Halifax Volunteer Battalion of Infantry. Peu après, il adopta la désignation de 66th Battalion, "Princess Louise Fusiliers", puis, en 1900, de 66th Regiment "Princess Louise Fusiliers. Il adopta son nom actuel en 1920. En 1936, il fusionna avec le quartier général et la compagnie A du 6th Machine Gun Battalion, CMGC.
L'unité a participé à la rébellion du Nord-Ouest, à la guerre d'Afrique du Sud, à la Première Guerre mondiale, à la Seconde Guerre mondiale et à la guerre d'Afghanistan. De nos jours, il s'agit d'un régiment d'un bataillon qui fait partie du 36e Groupe-brigade du Canada au sein de la 5e Division du Canada.

## Histoire
| Nom                                                                  | Date              |
| -------------------------------------------------------------------- | ----------------- |
| The Halifax Volunteer Battalion of Infantry                          | 18 juin 1869      |
| 66th The Halifax Volunteer Battalion of Infantry                     | 5 novembre 1869   |
| 66th Battalion, "Princess Louise Fusiliers"                          | 14 novembre 1879  |
| 66th Regiment "Princess Louise Fusiliers"                            | 8 mai 1900        |
| The Princess Louise Fusiliers                                        | 15 mai 1920       |
| The Princess Louise Fusiliers (Machine Gun)                          | 1er décembre 1936 |
| 2nd (Reserve) Battalion, The Princess Louise Fusiliers (Machine Gun) | 1er janvier 1941  |
| The Princess Louoise Fusiliers (Machine Gun)                         | 15 février 1946   |
| The Princess Louise Fusiliers                                        | 11 avril 1958     |
| The Princess Louise's Fusiliers                                      | 14 mai 1985       |
| The Princess Louise Fusiliers                                        | 5 janvier 2009    |

### Origines et création
The Princess Louise Fusiliers tirent leurs origines d'une milice locale formée à Halifax en Nouvelle-Écosse le 18 juin 1749 par Sir Edward Cornwallis qui devint un bataillon de dix compagnies.
L'unité officielle du Canada a été créée, sous le nom de « The Halifax Volunteer Battalion of Infantry » (littéralement « Le Bataillon volontaire d'infanterie de Halifax ») le 18 juin 1869 à la suite de l'adoption de la Loi sur la Milice l'année précédente,.

## Honneurs de bataille

Le drapeau consacré des Princess Louise Fusiliers, arborant 15 des honneurs de bataille du régiment

| Rébellion du Nord-Ouest    | Rébellion du Nord-Ouest      |
| -------------------------- | ---------------------------- |
| Canada du Nord-Ouest, 1885 |                              |
| Guerre d'Afrique du Sud    |                              |
| Afrique du Sud, 1899-1900  |                              |
| Première Guerre mondiale   |                              |
| Somme, 1916                | Arras, 1917                  |
| Côte 70                    | Ypres, 1917                  |
| Amiens                     |                              |
| Seconde Guerre mondiale    |                              |
| Vallée du Liri             | Traversée de la Melfa        |
| Ligne gothique             | Coriano                      |
| Passage du Lamone          | Crête de Misano              |
| Italie, 1944-1945          | Arnhem, 1945                 |
| Poche de Delfzijl          | Nord-Ouest de l'Europe, 1945 |
| Guerre d'Afghanistan       |                              |
| Afghanistan                |                              |

## Traditions et patrimoine

Drapeau de camp des Princess Louise Fusiliers

Les traditions et les symboles des Princess Louise Fusiliers sont les éléments essentiels à l'identité régimentaire. Le symbole le plus important est l'insigne du régiment qui est composé d'une grenade de sable allumée de 19 flammes au naturel et chargée de la couronne d'une fille de souveraine d'or qui est entourée d'un anneau de gueules liséré d'or portant l'inscription « Princess Louise Fusiliers » en lettres majuscules d'or ainsi que deux feuilles d'érable en pointe. Un autre élément important de l'identité d'un régiment sont les marches régimentaires. Celle des Princess Louise Fusiliers est The British Grenadiers. De plus, la devise du régiment est « Fideliter », ce qui signifie « Fidèlement ». De plus, en tant qu'un régiment de fusiliers, les membres des Princess Louise Fusiliers portent une plume appelée « hackle ». Celle-ci est de couleur grise basée sur celle des Royal Inniskilling Fusiliers (en), un régiment jumelé aux Princess Louise Fusiliers qui a été amalgamé avec d'autres régiments pour devenir le Royal Irish Regiment de nos jours.
Outre sa structure opérationnelle, le régiment possède une gouvernance cérémonielle. La position la plus importante de cette gouvernance est celle de colonel en chef. Historiquement, le colonel en chef d'un régiment était son mécène, souvent royal. Le colonel en chef des Princess Louise Fusiliers est Sa Majesté Royale le duc d'York, le prince Andrew d'York. Une autre position importante est celle de colonel du régiment. Celui-ci occupe la tête du régiment de manière cérémonielle et il porte le grade honoraire de colonel. Actuellemenet, il s'agit de J.W. Miller.
Le manège militaire où s'entrainent les Princess Louise Fusiliers est le manège militaire d'Halifax qui a été construit entre 1895 et 1899 et reconnu comme lieu historique national du Canada en 1989.